# Duwajbik
Duwajbik (arab. دويبيق) – miejscowość w Syrii, w muhafazie Aleppo. W 2004 roku liczyła 1862 mieszkańców.